# Bălgarevo
Bălgarevo (bulgariska: Българево) är ett distrikt i Bulgarien.   Det ligger i kommunen Obsjtina Kavarna och regionen Dobritj, i den östra delen av landet, 400 kilometer öster om huvudstaden Sofia.